# 班扎尔扎布·巴桑扎布
班扎尔扎布·巴桑扎布（1906年—1940年），蒙古族，籍贯未详，蒙古政治人物。

## 生平
1935年7月，共产国际第七次代表大会召开，蒙古人民革命党派出哈斯奥齐尔·罗布桑道尔吉和班扎尔扎布·巴桑扎布作为代表参加。
1936年10月7日至1940年2月22日，巴桑扎布担任蒙古人民革命党中央委员会书记。
1940年，巴桑扎布逝世。